# Burg Tottori
Die Burg Tottori (japanisch 鳥取城, Tottori-jō) befindet sich in der Stadt Tottori, Präfektur Tottori. In der Edo-Zeit residierten dort verschiedene Zweige der Ikeda, zuletzt als große Tozama-Daimyō.

## Burgherren in der Edo-Zeit
- Ab 1600 Ikeda Nagayoshi mit 60.000 Koku,
- Ab 1617 Ikeda Mitsumasa (1609–1682), Wechsel von der Burg Himeji mit 320.000 Koku,
- Ab 1632 Ikeda Mitsunaka (1630–1693), Wechsel von der Burg Okayama mit 320.000 Koku.

## Geschichte
In der Mitte des 16. Jahrhunderts brach Yamana Suketoyo (山名 祐豊; 1511–1580) aus der Provinz Tajima in die Provinz Inaba ein. Er soll dort als eine Art Brückenkopf eine Burg gebaut haben. 1581 vertrieb Toyotomi Hideyoshi, damals hieß er noch Hashiba, die Yamana. Danach besetzte Kikkawa Tsuneie (吉川 経家; 1547–1581) die Burg, wurde aber belagert und musste nach vier Monaten aufgeben. Nun zog Miyabe Keijun (宮部 継潤; † 1599) ein; unter ihm und entstand die moderne Burg.
Da die Miyabe während der Schlacht von Sekigahara auf der Verliererseite gestanden hatten, verloren sie danach ihre Besitzungen. An ihrer Stelle zog Ikeda Nagayoshi (池田 長吉; 1570–1614) ein, der jüngere Bruder von Ikeda Terumasa (池田 輝政; 1565–1613). Er baute die Residenz am Fuße des Berges großzügig aus und gab der Anlage das gegenwärtige Aussehen.

## Die Anlage

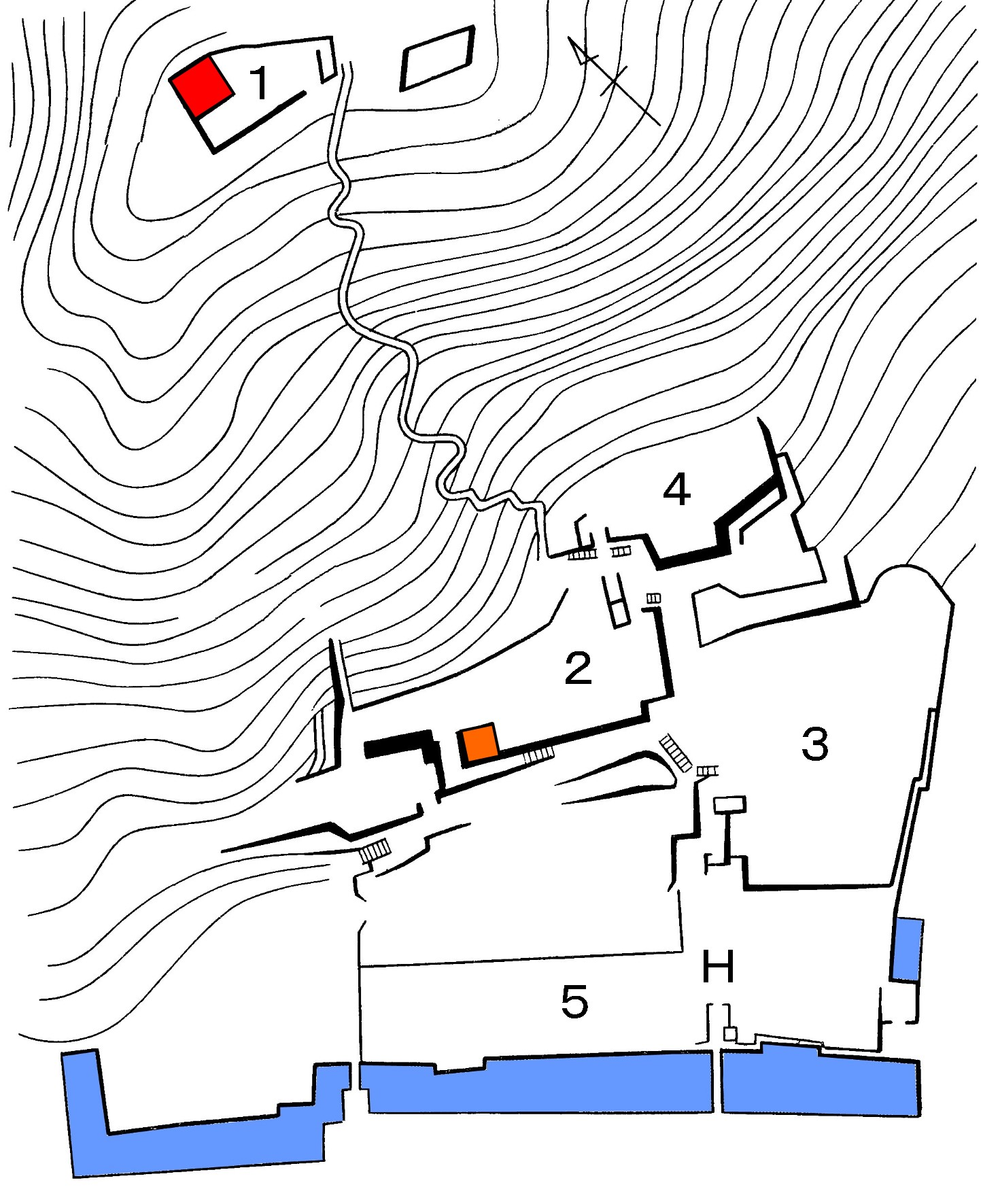
Plan der Burg: 1: Hommaru mit Burgturm (Rot), 2: Ni-no-maru mit Wachturm (Orange), 3: San-no-maru, 4: Tenkyū-maru, 5: Maru-no-uchi

Die Burg Tottori bestand aus zwei räumlich getrennten Teilen, aus dem auf dem Berg gelegenen Sanjō-no maru (山上の丸) und dem am Fuße eingerichteten Sange-no-maru (山下の丸). Die obere Burg bestand nach der Erweiterungen während der Sengoku-Zeit aus dem zentralen Bereich, dem Hommaru (本丸) mit dem zweistöckigen Burgturm (天守閣, tenshukaku) an der Nordwestseite und einem zweiten und dritten Bereich, dem Ni-no-maru (二の丸) und dem San-no-maru (三の丸). Erhalten geblieben ist vor allem das Hommaru.
Die untere Burg bestand dann aus dem Ni-no-maru mit dem dreistöckigen Wachturm und San-no.maru, ergänzt durch das Tenkyū-maru (天球丸). Vorgelagert war das Maru-no-uchi (丸の内). Geschützt wurde die untere Burg im Rücken durch den Berg, auf der Vorderseite durch einen breiten Wassergraben. Das Zentrum der unteren Burg war das Ni-no-maru, an dessen Südwestecke sich ein dreistöckiger Wachturm (御三階櫓, Go-sangai-yagura) befand, der als Burgturm fungierte. 
Nach der Meiji-Restauration wurden die Gebäude, Wachtürme und Tore abgetragen. Nur das schlichte Tor zwischen dem Ni-no-maru und San-no- maru, das Nakashikiri-Tor (中仕切門) blieb erhalten. Erhalten blieben auch die sorgfältig ausgeführten Mauern und der Burggraben.
1907 wurde am Südwestende des unteren Burggelände der Pavillon Jimpū-kaku (仁風閣) für den Aufenthalt des Kronprinzen und späteren Kaiser Taishō im Stil der französischen Renaissance gebaut. Er wurde dann von Fürst Ikeda Nakahiro (池田 仲博, 1877–1948), dem 14. Oberhaupt der Ikeda in Tottori, genutzt. Heute ist das Gebäude ein Museum zur Familiengeschichte der Ikeda. Hinter dem Gebäude befindet sich der japanische Wandelgarten Hōryūin-teien (宝隆院庭園), den die Witwe des 11. Oberhauptes der Ikeda anlegen ließ.
In dem unteren Burgbereich befindet sich auch das 1972 eröffnete Präfekturmuseum Tottori (鳥取県立博物館, Tottori kenritsu hakubutsukan).

## Bilder

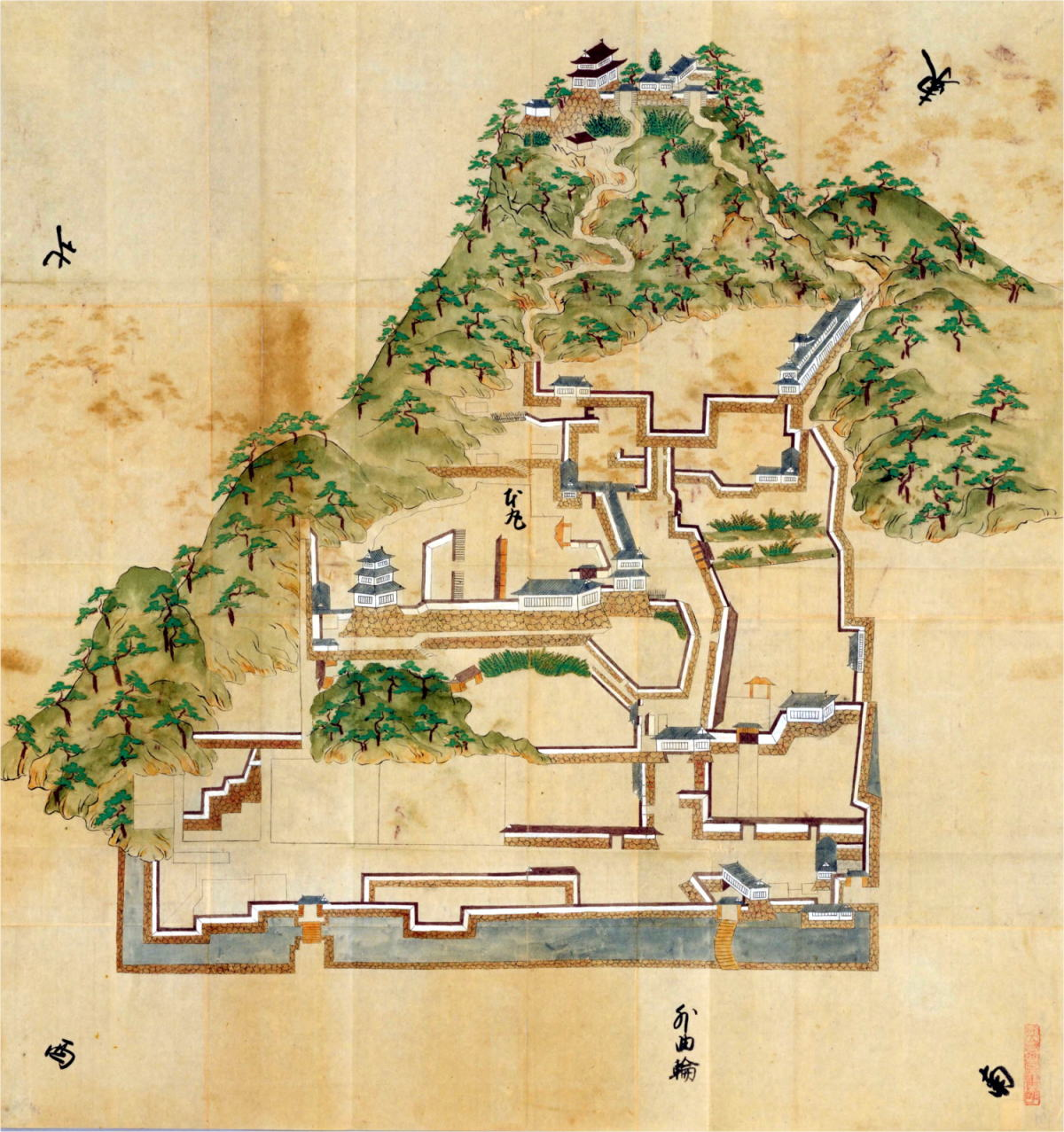
Alter Plan
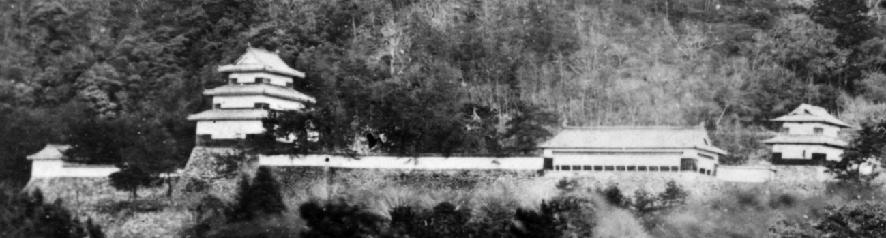
Ni-no-maru Ansicht, frühe Meiji-Zeit
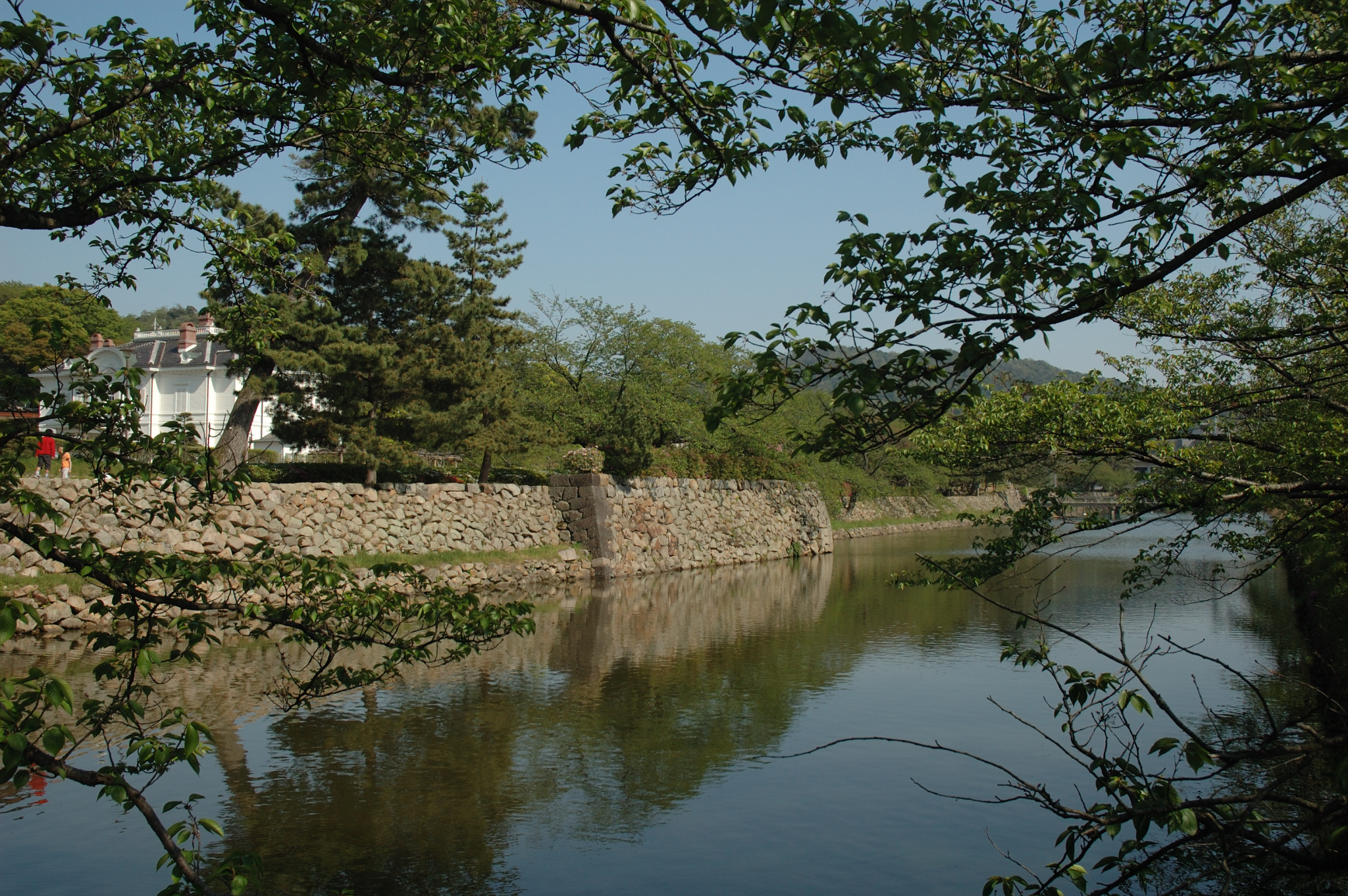
Graben mit Jimpū-Pavillon
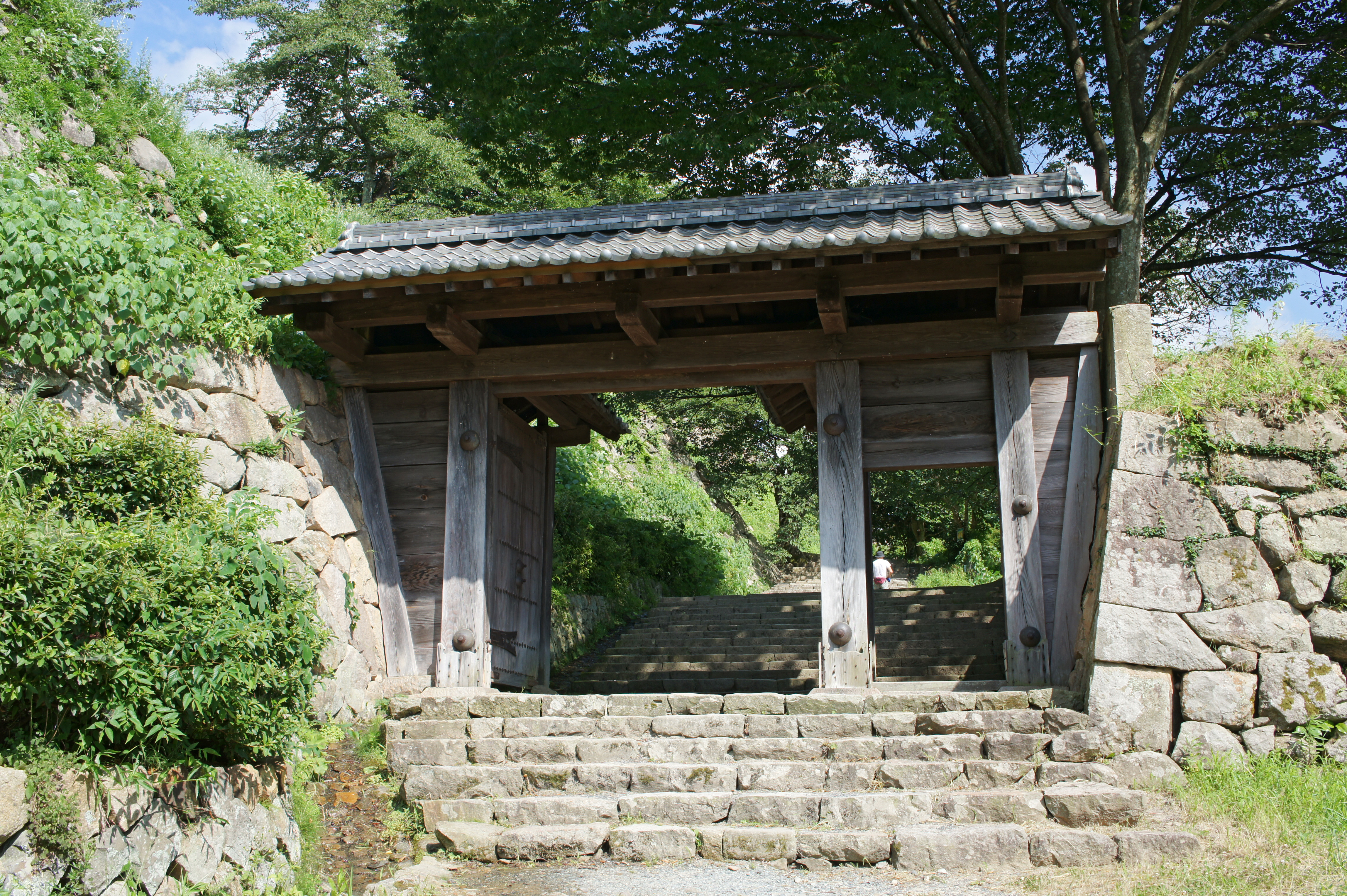
Nakashikiri-Tor